# Języki oto-mangueskie
Języki oto-mangueskie – rodzina językowa obejmująca około 170 języków na terenie Meksyku. W sumie językami tej rodziny posługują się dwa miliony osób. Bywa także określana jako fyla językowa, obejmująca kilka rodzin.
Najważniejsze języki oto-mangueskie:
- zapotecki
- mixtecki
- otomí

## Klasyfikacja
| Grupy i języki | Liczba mówiących | Kraje     |
| --- | ---------------- | --------- |
| Języki oto-mangueskie wschodnie                                                                                   |                  |           |
| Języki amuzgo-misteckie (amuzgo-misztek)                                                                          |                  |           |
| Języki amuzgo |                  |           |
| amuzgo guerrero                                                                                                   | 45 900           | Meksyk    |
| amuzgo ipalapa (amuzgo dolnowschodni)                                                                             | 2 030            | Meksyk    |
| amuzgo z San Pedro Amuzgos (amuzgo oaxaka)                                                                        | 5 200            | Meksyk    |
| Języki misteckie (mixtekańskie)                                                                                   |                  |           |
| Makrojęzyk kuikatecki (kuikatek, cuicatec)                                                                        |                  |           |
| środkowokuikatecki (kuikatek tepeuxila)                                                                           | 8 680            | Meksyk    |
| kuikatecki teutila                                                                                                | 3 140            | Meksyk    |
| Makrojęzyk mistecki (misztecki, mixtekański, mistek, misztek)                                                     |                  |           |
| misztek alakatlatzalański (mistecki środkowy, misztecki z Alacatlatzala)                                          | 30 000           | Meksyk    |
| misztek alkozaukański (mistecki z Alocozauca, misztecki z Xochapa)                                                | 10 000           | Meksyk    |
| misztek amoltepecki                                                                                               | 5 730            | Meksyk    |
| misztek apasko-apoalski (mistecki z Santiago Apoala)                                                              | 10 000           | Meksyk    |
| misztek atatlaukański (mistecki z San Esteban Atatlahuca)                                                         | 8 300            | Meksyk    |
| misztek ayutlański                                                                                                | 11 600           | Meksyk    |
| misztek kakalosztepecki                                                                                           | 460              | Meksyk    |
| misztek czayukański                                                                                               | 10 000           | Meksyk    |
| misztek czazumba                                                                                                  | 3 790            | Meksyk    |
| misztek czigmekatitlański (mistecki z Santa María Chigmecatitlán)                                                 | 1 350            | Meksyk    |
| misztek koatzospański (mistecki z San Juan Coatzospan)                                                            | 2 090            | Meksyk    |
| misztek kuyamekalko (mistecki kuikatlański)                                                                       | 1 880            | Meksyk    |
| misztek diuxi-tilantongo                                                                                          | 11 600           | Meksyk    |
| misztek uitepecki (mistecki z Huitepec)                                                                           | 2 400            | Meksyk    |
| misztek itunduhiański (mistecki z Santa Cruz Itundujia)                                                           | 850              | Meksyk    |
| misztek isztayutlański (mistecki z Santiago Ixtayutla)                                                            | 6 380            | Meksyk    |
| misztek hamiltepecki (mistecki z Jamiltepec)                                                                      | 9 760            | Meksyk    |
| misztek jusztlauakański (misztek z Juxtlahuaca)                                                                   | 16 000           | Meksyk    |
| misztek magdalena-peniasko (mistecki peniasko)                                                                    | 7 350            | Meksyk    |
| misztek metlatonocki                                                                                              | 46 600           | Meksyk    |
| misztek mitlatongo                                                                                                | 1 800            | Meksyk    |
| misztek misztepecki (mistecki z San Juan Mixtepec)                                                                | 9 170            | Meksyk    |
| misztek północnotlachiacki (mistecki z San Juan Ñumí)                                                             | 5 790            | Meksyk    |
| misztek północnozachodniooaxacki (mistecki z Yucuná)                                                              | 5 430            | Meksyk    |
| misztek okotepecki (mistecki z Santo Tomás Ocotepec)                                                              | 6 170            | Meksyk    |
| misztek penioleski (mistecki z Santa María Peñoles, misztek wschodni)                                             | 5 500            | Meksyk    |
| misztek pinotepa-nacional (mistecki nadmorski)                                                                    | 20 000           | Meksyk    |
| misztek z San Juan Colorado                                                                                       | 5 580            | Meksyk    |
| misztek San Juan Teita (mistecki teita)                                                                           | 370              | Meksyk    |
| misztek z San Miguel el Grande                                                                                    | 6 000            | Meksyk    |
| misztek z San Miguel Piedras                                                                                      | 240              | Meksyk    |
| misztek z Santa Lucía Monteverde                                                                                  | 5 330            | Meksyk    |
| misztek zakatepecki (misztek z Santa María Zacatepec)                                                             | 2 570            | Meksyk    |
| misztek silakayoapański                                                                                           | 18 700           | Meksyk    |
| misztek sindiujski                                                                                                | 34               | Meksyk    |
| misztek sinikauański (mistecki z San Antonio Sinicahua                                                            | 1 110            | Meksyk    |
| misztek południowowschodnionoczisztlański (misztek z Santo Domingo Nuxaá)                                         | 4 200            | Meksyk    |
| misztek południowopuebleński                                                                                      | 3 180            | Meksyk    |
| misztek południowozachodniotlachiacki (misztek z Santiago Nuyoo)                                                  | 7 340            | Meksyk    |
| misztek soyaltepecki (mistecki z San Bartolo Soyaltepec)                                                          | 220              | Meksyk    |
| misztek takauański (misztek z Santa Cruz Tacahua)                                                                 | 390              | Meksyk    |
| misztek tamazolski (mistecki z San Juan Tamazola)                                                                 | 1 150            | Meksyk    |
| misztek tezoatlański (mistecki z Tezoatlán de Segura y Luna)                                                      | 5 080            | Meksyk    |
| misztek tidaa (mistecki z San Pedro Tidaá)                                                                        | 380              | Meksyk    |
| misztek tihaltepecki (misztek z San Pablo Tijaltepec)                                                             | 3 250            | Meksyk    |
| misztek tlazoyaltepecki (misztek z Santiago Tlazoyaltepec)                                                        | 6 030            | Meksyk    |
| misztek tututepecki (misztek z San Pedro Tututepec)                                                               | 1 020            | Meksyk    |
| misztek zachodniojusztlauakański                                                                                  | 20 000           | Meksyk    |
| misztek yolochoczitleński                                                                                         | 10 600           | Meksyk    |
| misztek yosondua (misztek z Santiago Yosondúa)                                                                    | 2 000            | Meksyk    |
| misztek yukuanieński (mistek z San Bartolomé Yucuañe)                                                             | 710              | Meksyk    |
| misztek yutanduczi                                                                                                | 960              | Meksyk    |
| Makrojęzyk trike (trique)                                                                                         |                  |           |
| trike czikauastlański (trike z San Andrés Chicahuaxtla)                                                           | 4 060            | Meksyk    |
| trike kopala (trike z San Juan Copala, trike dolny)                                                               | 30 000           | Meksyk    |
| trike z San Martin Itunyoso                                                                                       | 2 000            | Meksyk    |
| Języki popolokańsko-zapoteckie                                                                                    |                  |           |
| Języki popolokańskie                                                                                              |                  |           |
| czoczoltecki (czoczo)                                                                                             | 440              | Meksyk    |
| iszkatecki (iszkatek, ixcatec)                                                                                    | 21               | Meksyk    |
| Makrojęzyk mazatecki (mazatek)                                                                                    |                  |           |
| mazatecki ayautla                                                                                                 | 3 700            | Meksyk    |
| mazatecki czikiuitlański (mazatek południowy, mazatek z San Juan Chiquihuitlán)                                   | 1 500            | Meksyk    |
| mazatecki górski (mazatek środkowy, mazatek z Huautla de Jimenez)                                                 | 74 600           | Meksyk    |
| mazatecki iszkatlański (mazatek z San Pedro Ixcatlán)                                                             | 8 590            | Meksyk    |
| mazatecki nizinny (mazatek z San Felipe Jalapa de Díaz)                                                           | 17 500           | Meksyk    |
| mazatecki mazatlański (mazatek południowowschodni)                                                                | 12 000           | Meksyk    |
| mazatecki wschodni (mazatek z San Jerónimo Tecóatl, mazatek z San Antonio Eloxochitlán, mazatecki północnogórski) | 18 900           | Meksyk    |
| mazatecki soyaltepecki (mazatek z San Miguel Soyaltepec, mazatek północnowschodni)                                | 27 500           | Meksyk    |
| Makrojęzyk popolokański (popoloca)                                                                                |                  |           |
| popolokański koyotepecki                                                                                          | 500              | Meksyk    |
| popolokański mezontlański (popolokański południowy)                                                               | 2 000            | Meksyk    |
| popolokański zachodni (popolokański z San Felipe Otlaltepec)                                                      | 3 000            | Meksyk    |
| popolokański wschodni (popolokański z San Juan Atzingo)                                                           | 3 690            | Meksyk    |
| popolokański z San Luis Temalacayuca                                                                              | 4 730            | Meksyk    |
| popolokański północny (popolokański z San Marcos Tlacoyalco)                                                      | 8 440            | Meksyk    |
| popolokański z Santa Inés Ahuatempan                                                                              | 4 000            | Meksyk    |
| Języki zapoteckie                                                                                                 |                  |           |
| Makrojęzyk czatino                                                                                                |                  |           |
| czatino wschodniogórski                                                                                           | 1 800            | Meksyk    |
| czatino nopala | 8 940            | Meksyk    |
| czatino tatalpetecki                                                                                              | 540              | Meksyk    |
| czatino zachodniogórski                                                                                           | 16 000           | Meksyk    |
| czatino zakatepecki (czatino z San Marcos Zacatepec)                                                              | 450              | Meksyk    |
| czatino zenzontepecki (czatino północny)                                                                          | 8 490            | Meksyk    |
| Makrojęzyk zapotecki (zapotec)                                                                                    |                  |           |
| zapotecki aloapamski                                                                                              | 3 400            | Meksyk    |
| zapotecki amatlański (zapotecki z San Cristóbal Amatlán)                                                          | 10 000           | Meksyk    |
| zapotecki z Asunción Mixtepec                                                                                     | 100              | Meksyk    |
| zapotecki ayoquesco (zapotecki z Santa María Ayoquesco)                                                           | 880              | Meksyk    |
| zapotecki kahonoski (zapotecki z San Pedro Cajonos, zapotecki yaganiza)                                           | 5 000            | Meksyk    |
| zapotecki cziczikapański (zapotecki wschodniookotlański, zapotecki z San Baltazar Chichicapan)                    | 2 720            | Meksyk    |
| zapotecki czoapański                                                                                              | 12 000           | Meksyk    |
| zapotecki koatekas-altas (zapotecki z San Juan Coatecas Altas)                                                    | 4 880            | Meksyk    |
| zapotecki koatlański (zapotecki z Santa María Coatlán)                                                            | 500              | Meksyk    |
| zapotecki el-alto (zapotecki z San Pedro el Alto)                                                                 | 900              | Meksyk    |
| zapotecki elotepecki (papabuco, zapotecki z San Juan Elotepec)                                                    | 200              | Meksyk    |
| zapotecki guevea (zapotecki z Guevea de Humboldt)                                                                 | 4 720            | Meksyk    |
| zapotecki gjuilański (zapotecki z San Dionisio Ocotepe, zapotecki z San Pablo Güilá)                              | 9 500            | Meksyk    |
| zapotecki przesmykowy                                                                                             | 85 000           | Meksyk    |
| zapotecki laczygiryjski (zapotecki z Santiago Lachiguiri)                                                         | 5 000            | Meksyk    |
| zapotecki laczychijski (zapotecki z Lachixío)                                                                     | 6 500            | Meksyk    |
| zapotecki lapagia-giwinijski (zapotecki z Santiago Lapaguía)                                                      | 4 200            | Meksyk    |
| zapotecki loxiczański (zapotecki z Loxicha, zapotecki zachodniopoczutlański)                                      | 75 000           | Meksyk    |
| zapotecki mazaltepecki (zapotecki etla, zapotecki z Santo Tomás Mazaltepec)                                       | 2 200            | Meksyk    |
| zapotecki miauatlański (zapotecki z Miahuatlán)                                                                   | 1 000            | Meksyk    |
| zapotecki mitla                                                                                                   | 19 500           | Meksyk    |
| zapotecki mistepecki (zapotecki z San Juan Mixtepec)                                                              | 7 000            | Meksyk    |
| zapotecki okotlański (zapotecki z Poniente de Ocotlán)                                                            | 15 000           | Meksyk    |
| zapotecki ozolotepecki                                                                                            | 6 500            | Meksyk    |
| zapotecki petapa (z Santa María Petapa)                                                                           | 8 000            | Meksyk    |
| zapotecki quiavikuzaski                                                                                           | 4 000            | Meksyk    |
| zapotecki quioquitani-quieri                                                                                      | 4 000            | Meksyk    |
| zapotecki rinkoński                                                                                               | 29 200           | Meksyk    |
| zapotecki z San Agustín Mixtepec                                                                                  | 59               | Meksyk    |
| zapotecki z San Baltazar Loxicha                                                                                  | 1 500            | Meksyk    |
| zapotecki z San Pedro Quiatoni                                                                                    | 14 800           | Meksyk    |
| zapotecki z San Vicente Coatlán                                                                                   | 3 380            | Meksyk    |
| zapotecki z Santa Catarina Albarradas                                                                             | 1 000            | Meksyk    |
| zapotecki z Santa Inés Yatzechi (zapotecki z Zegache)                                                             | 2 240            | Meksyk    |
| zapotecki z Santa María Quiegolani                                                                                | 2 000            | Meksyk    |
| zapotecki santiago xanica (zapotecki sanicki)                                                                     | 2 500            | Meksyk    |
| zapotecki z Santo Domingo Albarradas                                                                              | 5 500            | Meksyk    |
| zapotecki istlański (zapotecki z Sierra de Juárez, zapotecki z Atepec)                                            | 4 000            | Meksyk    |
| zapotecki południowowschodnioistlański                                                                            | 6 000            | Meksyk    |
| zapotecki południoworinkoński (zapotecki z Tabaa)                                                                 | 12 000           | Meksyk    |
| zapotecki tabaa (zapotecki z Tabaa)                                                                               | 2 000            | Meksyk    |
| zapotecki tehalapański (zapotecki z San Felipe Tejalapan)                                                         | 50               | Meksyk    |
| zapotecki tesmelukański (zapotecki z San Lorenzo Texmelucan)                                                      | 4 630            | Meksyk    |
| zapotecki tilquiapański (zapotecki z San Miguel Tilquiapan)                                                       | 5 000            | Meksyk    |
| zapotecki tlakolulicki (zapotecki z Asunción Tlacolulita)                                                         | 53               | Meksyk    |
| zapotecki totomaczapański (zapotecki z San Pedro Totomachapan)                                                    | 260              | Meksyk    |
| zapotecki Doliny Zachodniej Tlacoluli (zapotecki z San Juan Guelavía, zapotecki zachodniotlakolulski, guelavia)   | 28 000           | Meksyk    |
| zapotecki xadani (zapotecki z Santa María Xadani)                                                                 | 340              | Meksyk    |
| zapotecki xanaguia (zapotecki z Santa Catarina Xanaguía)                                                          | 2 500            | Meksyk    |
| zapotecki jalalagski (zapotecki z Yalálag)                                                                        | 3 500            | Meksyk    |
| zapotecki yareni (zapotecki z Santa Ana Yareni)                                                                   | 2 900            | Meksyk    |
| zapotecki yatee (zapotecki z Yatee)                                                                               | 5 000            | Meksyk    |
| zapotecki yatzaczi (zapotecki z Yatzachi)                                                                         | 2 500            | Meksyk    |
| zapotecki yautepecki (zapotecki z San Bartolo Yautepec)                                                           | 250              | Meksyk    |
| zapotecki zaaczila (zapotecki z San Raymundo Jalpan)                                                              | 550              | Meksyk    |
| zapotecki zaniza (zapotecki z Santa María Zaniza)                                                                 | 770              | Meksyk    |
| zapotecki zoogoczo (zapotecki z San Bartolomé Zoogocho)                                                           | 1 000            | Meksyk    |
| Języki oto-mangueskie zachodnie                                                                                   |                  |           |
| Języki oto-pame-czinanteckie                                                                                      |                  |           |
| Języki czinanteckie                                                                                               |                  |           |
| czinantecki cziltepecki                                                                                           | 9                | Meksyk    |
| czinantecki komaltepecki                                                                                          | 2000             | Meksyk    |
| czinantecki lalana                                                                                                | 10 700           | Meksyk    |
| czinantecki lealao                                                                                                | 2 000            | Meksyk    |
| czinantecki ohitlański (północnoczinantecki)                                                                      | 37 900           | Meksyk    |
| czinantecki osumasjiński (czinantecki z Ayotzintepec)                                                             | 3 140            | Meksyk    |
| czinantecki palantla (czinantecki z San Pedro Tlatepuzco)                                                         | 25 000           | Meksyk    |
| czinantecki quiotepecki (czinantecki górski)                                                                      | 8 000            | Meksyk    |
| czinantecki socziapamski (wschodnioczinantecki)                                                                   | 3 590            | Meksyk    |
| czinantecki tepetotutla                                                                                           | 1 850            | Meksyk    |
| czinantecki tepinapa                                                                                              | 11 800           | Meksyk    |
| czinantecki tlakoatzintepecki                                                                                     | 1720             | Meksyk    |
| czinantecki usila                                                                                                 | 7 410            | Meksyk    |
| dolnośrodkowoczinantecki (czinantecki z San Juan Bautista Valle Nacional)                                         | 440              | Meksyk    |
| Języki oto-pamejskie                                                                                              |                  |           |
| cziczimecki (cziczimeko-honas, meko, pame z Chichimeco-Jonaz)                                                     | 2 230            | Meksyk    |
| Makrojęzyk matlatzinka-okuiltek (matlatzinka)                                                                     |                  |           |
| matlatzinka atzingo (okuiltecki, tlahuicki, tlahura)                                                              | 100              | Meksyk    |
| matlatzinka (matlatzinka z San Francisco de los Ranchos, pirinda)                                                 | 650              | Meksyk    |
| Makrojęzyk mazahua (masauański)                                                                                   |                  |           |
| mazahua środkowy (masauański środkowy, środkowomasauański)                                                        | 74 000           | Meksyk    |
| mazahua miczoakański (masauański wschodni, wschodniomasauański)                                                   | 26 600           | Meksyk    |
| Makrojęzyk otomi                                                                                                  |                  |           |
| otomi wschodniogórski (otomi wschodni, otomi z Huehuetla)                                                         | 49 300           | Meksyk    |
| otomi stanu Meksyk (otomi z San Felipe Santiago)                                                                  | 20 000           | Meksyk    |
| otomi południowowschodni (otomi z Ixtenco)                                                                        | 460              | Meksyk    |
| otomi meskitalski (otomi z Doliny Mezquital)                                                                      | 88 500           | Meksyk    |
| otomi północnozachodni (otomi zachodni, otomi z Querétaro)                                                        | 33 000           | Meksyk    |
| otomi temoaya | 37 000           | Meksyk    |
| otomi tenango | 10 000           | Meksyk    |
| otomi północnowschodni (otomi teskatepecki, otomi z Texcatepec)                                                   | 12 000           | Meksyk    |
| otomi tilapa | 290              | Meksyk    |
| Makrojęzyk pame                                                                                                   |                  |           |
| pame środkowy (pamejski środkowy)                                                                                 | 7 370            | Meksyk    |
| pame północny (pamejski północny)                                                                                 | 340              | Meksyk    |
| pame południowy (pamejski południowy)                                                                             | 0                | Meksyk    |
| Języki tlapanek-mangueskie                                                                                        |                  |           |
| Języki mangueskie                                                                                                 |                  |           |
| cziapaneski | 0                | Meksyk    |
| Języki tlapanek-subtiaba                                                                                          |                  |           |
| subtiaba | 0                | Nikaragua |
| Makrojęzyk tlapanecki                                                                                             |                  |           |
| tlapanecki zachodni (akatepecki)                                                                                  | 40 200           | Meksyk    |
| tlapanecki południowy (azojuski)                                                                                  | 590              | Meksyk    |
| tlapanecki wschodni (malinaltepecki)                                                                              | 37 500           | Meksyk    |
| tlapanecki środkowy (tlakoapski)                                                                                  | 7 500            | Meksyk    |